# Svenska Kendoförbundet
Svenska Kendoförbundet är specialidrottsförbundet inom Riksidrottsförbundet som administrerar, organiserar och främjar de japanska kampkonsterna kendo, iaido, jodo, naginata, kyudo och relaterade koryu budo. Svenska Kendoförbundet är ett underförbund till Svenska Budo- och Kampsportsförbundet.